# Peperomia mandonii
Peperomia mandonii är en pepparväxtart som beskrevs av C. Dc.. Peperomia mandonii ingår i släktet peperomior, och familjen pepparväxter. Inga underarter finns listade i Catalogue of Life.